# Daniel Tondeur
Pour les articles homonymes, voir Tondeur.
 (septembre 2024).
Daniel Tondeur, né le 7 février 1939 à Mulhouse, est un chimiste français, spécialiste, notamment, de méthodes de séparation et de thermodynamique.
En 1991, il a reçu le prix Gay-Lussac Humboldt, prix international remis pour ses travaux en génie chimique.

## Biographie
Diplômé de l'École nationale du génie chimique de Strasbourg en 1962. Il devient alors research fellow à l'université technique de Delft (Pays-Bas). Il obtient ensuite un Master of science in chemical engineering à l'université de Californie à Berkeley, en 1965, avant de devenir docteur ès sciences en 1969, à l'université Nancy-I.
De 1968 à 2004, il poursuit sa carrière au sein du Centre national de la recherche scientifique, à Nancy, en occupant notamment les responsabilités de directeur de laboratoire (Laboratoire des sciences du génie chimique, 1987-1996 (devenu depuis le Laboratoire Réactions et Génie des Procédés),et de vice-président de l'Institut national polytechnique de Lorraine (1997-2001). Il a également fondé et dirigé la Fédération Jacques Villermaux, jusqu'en septembre 2004.
Il a reçu plusieurs distinctions, dont la Médaille de bronze (1974) et la Médaille d'argent (1984) du CNRS, le prix Gay-Lussac Humboldt en 1991. Il a été fait Docteur honoris causa de l'université de Veszprém, en Hongrie (1999).
Après avoir été professeur émérite de l'université de Lorraine il est désormais retraité en Haute-Savoie.